# Magda Folch Solé
Magda Folch Solé (Reus 1903-Tarragona 1981) fue una pintora española

## Biografía
Estudió en la Escuela Municipal de Artes y Oficios de la cual después fue profesora auxiliar y ayudante de Tomás Bergadà. Cursó bachillerato en Reus y se licenció en Filosofía y Letras en la Universidad de Barcelona. Después fue profesora titular de la Escuela Municipal de Reus, que más adelante se transformó en Escuela del Trabajo. Empezó a dar clases de filosofía en el Instituto de Reus e hizo varias exposiciones en el Centro de Lectura de esta población, en Tarragona y en Figueras, donde ganó unas oposiciones de profesora en el instituto. 
En 1930 había recibido del ayuntamiento de Reus una beca que le permitió ampliar estudios en París. Se casó con el catedrático Emili Donato Prunera, también reusense y destinado como ella en el instituto de Figueras. Allí conoció a Salvador Dalí y los trabajos de aquella época (1935) tienen un toque surrealista. Vivieron la Guerra civil en Figueras y cuando terminó se instalaron en Barcelona, donde Emili Donato fue apartado de su plaza de catedrático por la depuración franquista de la posguerra y el matrimonio pasó dificultades. Esto se reflejó en las pinturas de Magda Folch, que en aquella época son oscuras y donde se  ubican figuras de aspecto triste y decepcionado.
Trabajó un tiempo e hizo varias exposiciones, primero en Manresa, donde tuvo mucho éxito, y después en Barcelona, Figueras, Reus, Lérida, Gerona, Madrid y Valencia. Más tarde, ya rehabilitado su marido, se trasladaron a Ibiza, donde Emili Donato obtuvo una plaza de docente. Las pinturas de Magda Folch se llenan de una luz nueva en aquel periodo, y refleja el estallido de claridad propio de la isla, capturando unos colores que iluminan sus obras. 
En 1952 expuso en Barcelona y en Madrid y durante la década de los cincuenta hizo exposiciones en todo el estado, con sus nuevos cuadros llenos de luz. 
A partir de 1960 el matrimonio se trasladó a Tarragona donde ejercieron ambos de profesores. Magda Folch se incorporó a la Escuela de Arte de la Diputación de Tarragona y siguió exponiendo en Reus, Girona, Barcelona y Madrid. 
Es autora de las pinturas del altar de la Virgen de Montserrat en la iglesia de San Juan de Reus, donde los monaguillos corresponden a retratos de niños de la ciudad.
Su ciudad le ha dedicado una calle.